# Ogilbichthys
Ogilbichthys är ett släkte av fiskar. Ogilbichthys ingår i familjen Bythitidae.
Kladogram enligt Catalogue of Life:
| Ogilbichthys | \| \| Ogilbichthys ferocis \| \| \| \| \| \| Ogilbichthys haitiensis \| \| \| \| \| \| Ogilbichthys kakuki \| \| \| \| \| \| Ogilbichthys longimanus \| \| \| \| \| \| Ogilbichthys microphthalmus \| \| \| \| \| \| Ogilbichthys puertoricoensis \| \| \| \| \| \| Ogilbichthys tobagoensis \| \| \| \| |
|              | \| \| Ogilbichthys ferocis \| \| \| \| \| \| Ogilbichthys haitiensis \| \| \| \| \| \| Ogilbichthys kakuki \| \| \| \| \| \| Ogilbichthys longimanus \| \| \| \| \| \| Ogilbichthys microphthalmus \| \| \| \| \| \| Ogilbichthys puertoricoensis \| \| \| \| \| \| Ogilbichthys tobagoensis \| \| \| \| |
|              | Ogilbichthys ferocis |
|              | |
|              | Ogilbichthys haitiensis |
|              | |
|              | Ogilbichthys kakuki |
|              | |
|              | Ogilbichthys longimanus |
|              | |
|              | Ogilbichthys microphthalmus |
|              | |
|              | Ogilbichthys puertoricoensis |
|              | |
|              | Ogilbichthys tobagoensis |
|              | |